# Kitadaitō
Kitadaitō (北大東島?, Kitadaitō-jima, lett. "isola Daitō settentrionale") è la più settentrionale delle tre isole che costituiscono l'arcipelago delle isole Daitō, in Giappone.
Il suo territorio fa parte del villaggio di Kitadaitō, che è una delle municipalità del distretto di Shimajiri, nella prefettura di Okinawa.
L'isola si trova a circa 400 km ad est dell'isola di Okinawa. L'unica risorsa dell'isola è la pesca.